# YJ-83

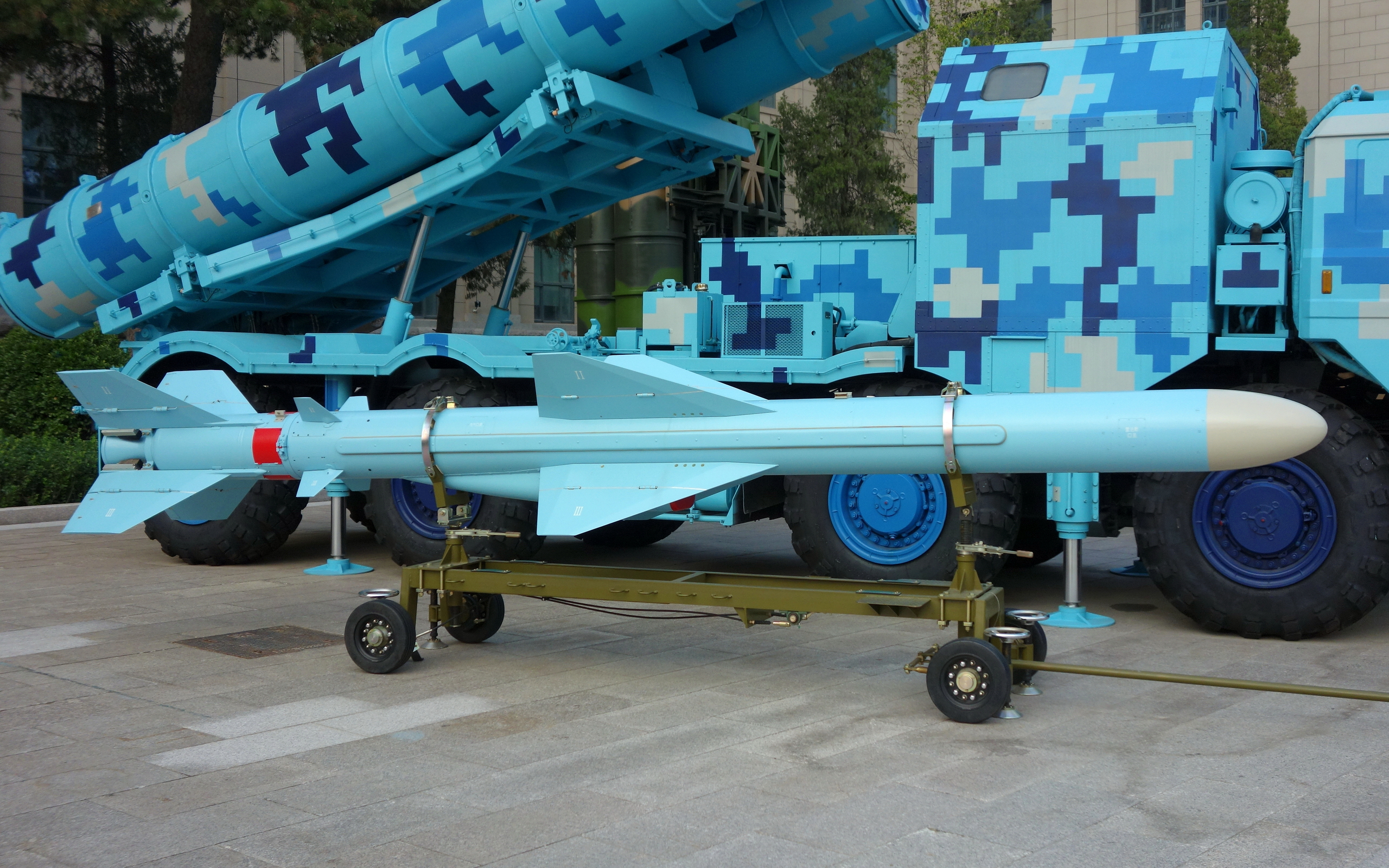
YJ-83

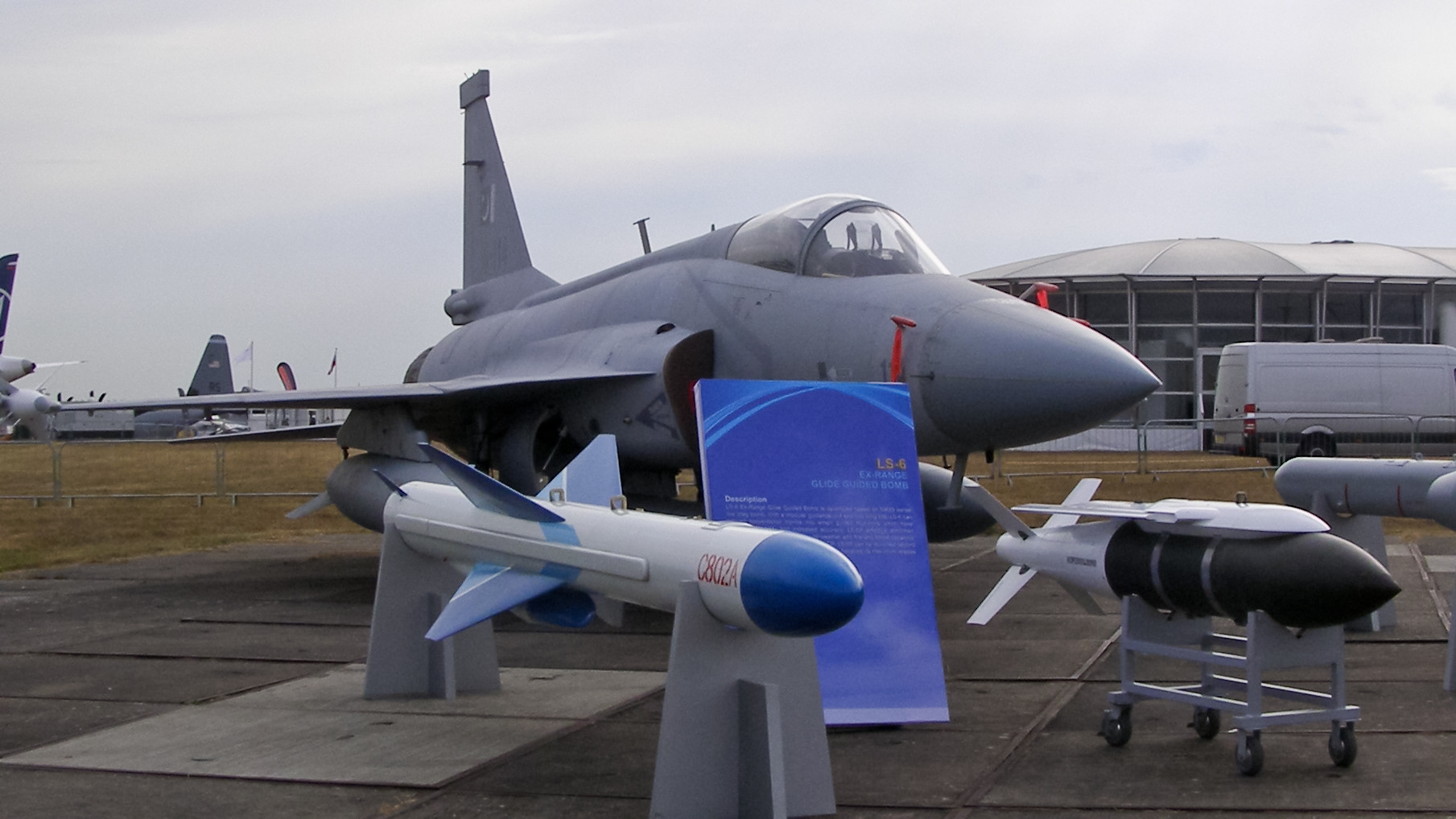
C-802A (на переднем плане) в экспозиции авиасалона Фарнборо в 2010 году.

YJ-83 или Инцзи-83 (кит. трад. 鷹撃八十三, упр. 鹰击八十三, пиньинь yīng jī bā shí sān, палл. ин цзи ба ши сан, буквально Атакующий орёл 83, экспортное обозначение — C-802, индекс НАТО: CSS-N-8 Saccade) — китайская тактическая противокорабельная крылатая ракета средней дальности. Впервые была продемонстрирована в 1989 году. Ракета С-802 отличается от своего прототипа YJ-8 использованием турбореактивного двигателя вместо твердотопливного ракетного. Благодаря этому максимальная дальность полёта ракеты достигла 120 километров. Ракета С-802 выполнена по нормальной аэродинамической схеме. Кроме Китая, находится на вооружении ВМС Алжира, Бангладеш, Индонезии, Ирана, Пакистана, Таиланда и Мьянмы.

## Описание
Несмотря на успешные испытания ПКР YJ-8, Китай сразу же начал поиск устранения ее основного недостатка - малой дальности. Очевидным решением была установка турбореактивного двигателя (ТРД) вместо РДТТ. Не имея собственных технологий, Китай заинтересовался французским ТРД фирмы Микротурбо TRI 60 (англ. Microturbo TRI 60). Этот двигатель компактный с диаметром 0,33 м получил широкое распространение и использовался на БПЛА и ракетах различных стран, включая британскую ПКР Sea Eagle и шведскую RBS-15. Первые поставки ТРД начались в 1987 году и общее число поставленных в 1990-х годах двигателей TRI 60-2 оценивается в 150 штук. Помня эмбарго поставок изделий военного назначения после событий на площади Тяньаньмэнь, Китай не стал принимать ракету с импортным двигателем на вооружение. Ракеты оснащенные французским двигателем поставлялись только на экспорт. Параллельно Китай развернул программу создания клона французского двигателя для установки на ракеты для своих вооруженных сил.
Ракета получившая экспортный индекс C802 еще за год до получения статуса боеготовности была показана в 1988 году на выставке ASIANDEX, затем в Париже на Ле-Бурже 1989. Исходя из брошюры Китайской импортно-экспортной корпорации точного машиностроения (англ. China Precision Machinery Import-Export Corporation) (CPMIEC) ракета сохранила ту же систему управления. Основные видимые изменения свелись к установке 0,58-м цилиндрической вставки перед крестообразным крылом, воздухозаборника между нижними консолями крыльев и установке по бокам корпуса коммуникационных желобов. Ракета сохранила ту же околозвуковую скорость 0,7-0,9 М, но за счет установки ТРД получила значительно большую дальность в 120 км, которая почти в три раза превысила таковую у прототипа.
Летные испытания судя по всему прошли в 1993-1994 годах. Ракетой заинтересовался Иран и в 1992 году было заключено соглашение о поставке примерно по 100 ракет C801 и C802. Поставки C801 начались в 1993, а C802 в конце 1994 года. Ракета C802 на вооружение китайски вооруженных сил не принималась. Судя по сообщениям в печати разработка китайского варианта ТРД была завершена в конце 1995 или начале 1996 года, что подтверждается заключением в 1996-1997 годах между Китаем и Ираном соглашения о лицензионном производстве китайского ТРД.
Ракета YJ-83 впервые была показана на параде в Пекине в октябре 1999 года. Её разработка велась в обстановке повышенной секретности и появление на параде было первым упоминанием о новой ракете. Экспортная версия YJ-83 получила обозначение C802A. Как обычно данных о конструкции китайских ракет мало, но судя по сообщениям в прессе и брошюрам CPMIEC внешне от C802 она отличается только корпусом короче на 80 мм. Основные изменения связаны с заменой системы управления с "гибридной" YJ-8 на цифровую. В инерциальном блоке YJ-8 использовались механические гироскопы и акселерометры, которые передавали свои данные на автопилот. Компьютеры использованные в автопилоте, навигационном блоке и ГСН были комбинацией цифровых и аналоговых технологий - наряду с твердотельными элементами использовались вакуумные лампы и реле. Сервомеханизмы передавали команды управления на четыре независимых руля. Полностью на твердотельных элементах выполнялся только высотометр. За счет перехода на цифровые микропроцессорные компьютеры и замену около 25% компонентов на YJ-83 была значительно снижена масса агрегатов системы управления. Это позволило увеличить по сравнению с C-802 массу проникающей БЧ до 190 кг и за счет установки большего топливного бака дальность до 180 км.

## Спорные характеристики
В ряде источников указывается наличие модификации YJ-83 для подводных лодок. Эта информация ставится под сомнение, так как такая ракета ни разу не была показана. А специалисты обращают внимание, что предыдущая версия YJ-82 стартовала из торпедного аппарата в капсуле. YJ-83 с стартовым РДТТ по длине не помещается в торпедных аппаратах китайских подводных лодок, а без него ТРД не сможет вывести ракету на маршевую скорость.
В ряде источников, по большей части блогах, указывается что на ракете YJ-83 используется GPS коррекция (по данным американской системы GPS либо перспективной китайской Бэйдоу) и двухсторонний канал связи с кораблем. Система управления разрабатывалась в 1994-1997 годах и поэтому на тот момент вряд ли могла включать и канал связи и GPS. Впервые для крылатых ракет эта опция была упомянута в проспектах для ракеты большой дальности YJ-62. Тем не менее в последних модификациях с телевизионным наведением не исключено использование GPS коррекции (по данным американской системы GPS либо перспективной китайской Бэйдоу) и однозначно используется двухсторонний канал связи.
Ставится под сомнение и указанная в некоторых источниках возможность разгона ракеты на конечном участке до сверхзвуковой скорости. Отмечается что для этого форма носовой части должна быть другой, у ТРД должен быть по другому устроен воздухозаборник, а российские ракеты 3М54Э, которые могли послужить прототипом, имеют значительно большую массу и третью ступень которая и является сверхзвуковой.

## Модификации
- C-802 - первоначальная экспортная модификация с французским ТРД Microturbo TRI 60-2 и БЧ и системой управления от YJ-8[2].
- C-802K - экспортная модификация C-802 для воздушного базирования. Отличается отсутствием стартового ускорителя и большей дальностью полета (150 км вместо 120 у C-802)[3].
- YJ-83 - основной вариант принятый на вооружение китайских вооруженных сил[3].
- C-802A - экспортная модификация YJ-83[3].
- YJ-83K - модификация YJ-83 для воздушного базирования. Отличается отсутствием стартового ускорителя и большей дальностью полета (230-250 км вместо 180)[3]
- C-802AK - экспортная модификация YJ-83K[3].
- KD-88 - (KongDi-88, C-802KD): Крылатая ракета воздушного базирования для поражения наземных объектов
- CM-802AKG - Вариант авиационного базирования[4] с телевизионным наведением[3], двусторонним каналом связи и дальностью 200 км для поражения наземных объектов[5].
- Noor - иранская копия ракеты C-802. Работы начались в связи с давлением США на Китай и приостановкой поставки ракет C-802. Локализовано производство двигателей и ГСН. На ее базе Иран также разработал модификацию Qader с повышенной дальностью.

Ошибочная идентификация
- YJ-83J - иногда встречающееся в источниках обозначение, скорее всего относится к ошибочной идентификации базовой модификации YJ-83. Подтверждения существования этого варианта в официальных публикациях или фотоматериалов нет[3].
- C-803 - в ряде источников описывается как сверхзвуковой вариант ракеты. Скорее всего ошибочная идентификация новой китайской ракеты известной на западе как CH-SS-NX-13 (YJ-18)[3].
- C-805,YJ-85 - встречающиеся в блогах обозначения модификаций YJ-83 с дальностью до 500 км. Никаких официальных подтверждений существования данных модификаций нет. С учетом упоминаний что это сверхзвуковой вариант который должен был быть принят в 2010 году, речь скорее всего идет о той же ракете CH-SS-NX-13 / YJ-18.

## Тактико-технические характеристики
| Данные модификаций ракеты YJ-8 | Данные модификаций ракеты YJ-8  | Данные модификаций ракеты YJ-8  | Данные модификаций ракеты YJ-8  | Данные модификаций ракеты YJ-8  |
| ------------------------------ | ------------------------------- | ------------------------------- | ------------------------------- | ------------------------------- |
| модификация                    |                                 |                                 | YJ-83                           | YJ-83K                          |
| экспортное обозначение         | C-802                           | C-802K                          | C-802A                          | C-802K                          |
| год принятия на вооружение     | 1994-1995                       | 1997 gh                         | 1998                            | 2002                            |
| тип носителя                   | НК+БРК                          | самолет                         | НК+БРК                          | самолет                         |
| стартовая масса, кг            | 715                             | ~515                            | 800                             | 600                             |
| масса БЧ, кг                   | 165                             | 165                             | 190                             | 190                             |
| система управления             | ИНС + АРГСН на конечном участке | ИНС + АРГСН на конечном участке | ИНС + АРГСН на конечном участке | ИНС + АРГСН на конечном участке |
| маршевый двигатель             | ТРД                             | ТРД                             | ТРД                             | ТРД                             |
| стартовый двигатель            | РДТТ                            | нет                             | РДТТ                            | нет                             |
| длина при старте, м            | 6,392                           | 5,15                            | 6,383                           | 5,14                            |
| диаметр, м                     | 0,36                            | 0,36                            | 0,36                            | 0,36                            |
| размах крыла, м                | 1,22                            | 1,22                            | 1,22                            | 1,22                            |
| дальность, км                  | 120                             | ~150-160                        | 180                             | 230-250                         |
| маршевая скорость, М           | ~0,9                            | ~0,9                            | ~0,9                            | ~0,9                            |
| маршевая высота, м             | 20                              | 20                              | 20                              | 20                              |
| высота во время атаки, м       | 5-7                             | 5-7                             | 5-7                             | 5-7                             |